# Děkov
Děkov (Duits: Dekau) is een Tsjechische gemeente in de regio Midden-Bohemen en maakt deel uit van het district Rakovník, twaalf kilometer ten zuidoosten van Podbořany en veertien kilometer ten noordwesten van de stad Rakovník.
Děkov telt 220 inwoners.

## Geografie
Děkov ligt aan de rand van het natuurpark Džbán tussen de heuvels van Rakovník. In het oosten ligt de Červený Vršekheuvel (422 m), in het zuidoosten de Novoveský Vrchheuvel (440 m), in het zuiden de Pláňheuvel (425 m), in het westen de Běsenský Vrchheuvel (402 m) en in het noordwesten de Vyhlídkaheuvel (434 m).
De volgende plaatsen behoren eveneens tot de gemeente:
- Nová Ves
- Vlkov

## Geschiedenis
Volgens de overlevering werd de kerk van de Geboorte van Sint Johannes de Doper in 1037 gesticht door de benedictijnen van het klooster Insula (Tsjechisch: Ostrov). Děkov werd voor het eerst vermeld in 1325 als Dyekowie, toen Racek van Děkov en zijn zoon elk de helft van het landgoed in Děkov verkochten. De ene helft werd verkocht aan Burghart van Blšany; de andere helft aan Prech van Kolešovice. Later werd het dorp vermeld als Dyekow (z Děkova).
Vanaf 1387 was priester Johann († 1412) eigenaar van het dorp. Hij werd in 1390 door Paus Bonifatius IX tot kapelaan benoemd, en in 1407 verkocht hij zijn aandeel in het dorp. Een ander deel behoorde toe aan ene Bech, die zonder nakomelingen bleef, en vanaf 1397 aan Wenzel von Dyekow. Het dorp wisselde in de jaren daarna regelmatig van eigenaar.
In 1501 werd eigenaar en landheer Peter Bobrowetz van Bobrowitz en Dyekov beschuldigd van laster door Prokop Navrek van Černčice. In 1531 erfde zijn zoon Georg Bobrowetz het dorp. Vijf jaar later werd hij lange tijd gevangengenomen in de Rode Toren in Praag, nadat hij Peter von Skal ernstig had verwond bij een ruzie in Rakovník. Na zijn vrijlating klaagde hij in 1539 zonder succes zijn pachter Johann Muchek van Muchkov aan wegens wanbeheer, maar zijn pachtcontract met Muchek werd niet opgenomen door het kadaster. Het jaar daarop verkocht Georg Bobrowetz het inmiddels in verval geraakte dorp aan Georg Charwat von Bärnstein, die het in 1542 doorverkocht aan Erhard Ritter Stambach von Stambach. De eerste vermelding van een schoolgebouw dateert van 1550 en stond aan de oostzijde van de pastorie. In 1573 deelden Erhard von Stambachs zonen Wolf, Soldan en Adam de erfenis van hun vader. Adam von Stambach, die getrouwd was met Benigna Hrobschitzky von Hrobschitz, stierf in 1590. Zijn dochter en universele erfgenaam Maria liet het dorp in 1602 na aan een familielid gemaand Leonhard Stambach von Stambach. Op 12 september 1607 kwam het dorp in het bezit van Hans Audritzky von Audritz. Na zijn dood werd het geërfd door Hans Bernklau von Schönreuth († 1618), gevolgd door zijn zoon Gideon. Deze laatste werd na de Slag op de Witte Berg veroordeeld tot het verlies van de helft van zijn bezittingen wegens zijn deelname aan de dorpsopstand van 23 mei 1623. Het geconfisqueerde dorp van Dekau bij Neudorf werd in hetzelfde jaar door de hofkamer verkocht aan de keizerlijke generaal Franz de Cuvier. Tijdens de Dertigjarige Oorlog werd de parochie van Děkov een centrum van de Contrareformatie, en in 1707 omvatte haar parochie de dorpen Děkov, Hořovičky, Hokov, Vlkov, Kolešovice, Hořesedly, Pšovlky, Přílepy, Svojetín, Povlčín, Kounov en Oráčov. De kerk in Děkov, die in de oorlog werd verwoest, werd in 1664 herbouwd.
Kasteel Děkov werd tot in de jaren 1760 bewoond door de weduwe gravin Götz, geboren von Wallis, waarna het in verval raakte. Stephan Olivier von Wallis liet het na een brand afbreken en in plaats daarvan een boomgaard aanleggen. In 1798 werd een nieuw schoolgebouw gebouwd, toen ook kinderen uit o.a. Hokov, Hořovičky en Vlkov naar de Děkovschool kwamen. Drie jaar later werden de kinderen uit Hořovičky overgebracht naar Kolešovice. In 1826 werd een nieuwe begraafplaats aangelegd. In 1832 erfde Stephans zoon Rudolf Olivier graaf van Wallis het dorp, in 1838 gevolgd door zijn zoon Friedrich Olivier graaf van Wallis. In 1837 spoelde een overstroming delen van het oude kerkhof weg dat rond de kerk was aangelegd.
In 1843 bestond Děkov uit 51 huizen met 346 Duitstalige inwoners, waaronder drie Joodse families. Ook waren er een herdershut en een herberg. Aan de oost- of westkant van het dorp stond een molen. Děkovs parochiegemeente bestond in 1843 uit Vlkov, Nová Ves, Hokov, Vrbice en Hořesedly. De inwoners leefden voornamelijk van de hopteelt. Tot het midden van de 19e eeuw bleef Děkov onderworpen aan de heerschappij van Hořesedly. Na de afschaffing van de patrimoniale heerlijkheden vormde Děkov vanaf 1850 samen met het district Nová Ves een gemeente in het district Žatec en het gerechtelijk arrondissement Jechnitz. In die tijd woonden er 1072 mensen op het grondgebied van de gemeente. In datzelfde jaar stierven 15 mensen aan cholera. In 1868 werd Děkov ingedeeld bij het district Podbořany. Tussen 1876 en 1880 werd de school in Děkov wederom vergroot en in 1879 werd in Hokov een eigen school gebouwd. Tussen 1886 en 1888 werd de huidige regionale weg aangelegd.
In 1901 vond landbouwer Karl Weis bij het graven van een sleuf in zijn akker een grote hoeveelheid stenen kogels van 10 tot 20 cm doorsnee. In 1930 woonden er 525 mensen in de gemeente; in 1932 waren dat er 509. Na het Verdrag van München werd de gemeente in 1938 bij het Duitse Rijk gevoegd en behoorde tot 1945 tot het Podbořanydistrict. In 1939 telde de gemeente 432 inwoners. Na het einde van de Tweede Wereldoorlog werd Děkov teruggegeven aan Tsjecho-Slowakije en werd de Duitse bevolking verdreven. Het Podbořanydistrict werd in 1960 opgeheven - sindsdien behoort Děkov tot het Rakovníkdistrict. In 1961 werd Vlkov bij de gemeente gevoegd. Op 1 januari 1980 werden Děkov, Nová Ves en Vlkov bij Hořovičky gevoegd. De dorpen scheidden zich op 24 november 1990 van Hořovičky af om samen (opnieuw) de gemeente Děkov te vormen.

## Verkeer en vervoer

### Wegen
Op 2,5 km afstand van het dorp loopt de weg I/6 Praag - Karlsbad.

### Spoorlijnen
Er is geen spoorlijn of station in (de buurt van) het dorp. Het dichtstbijzijnde station is Hořesedly, op 7 km afstand, aan lijn 126 Rakovník - Louny - Most.

### Buslijnen

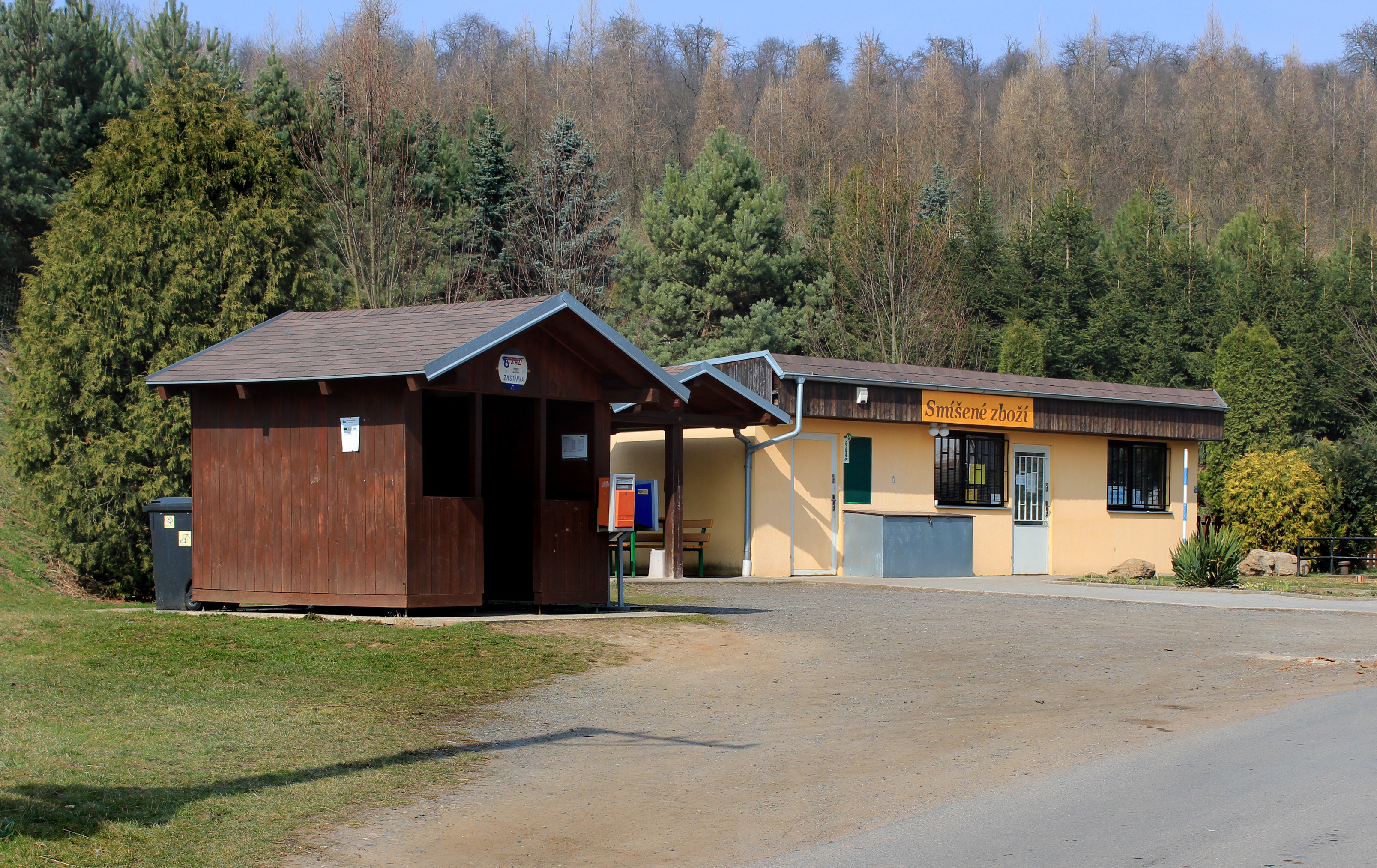
Bushalte in Děkov

Lijn 560 Rakovník - Kolešov - Hořovič - Podbořany van Transdev Střední Čechy halteert in het dorp.
Op werkdagen rijden er 4 ritten per dag richting Hořovič en 4 richting Rakovník; in het weekend geen.

## Bezienswaardigheden

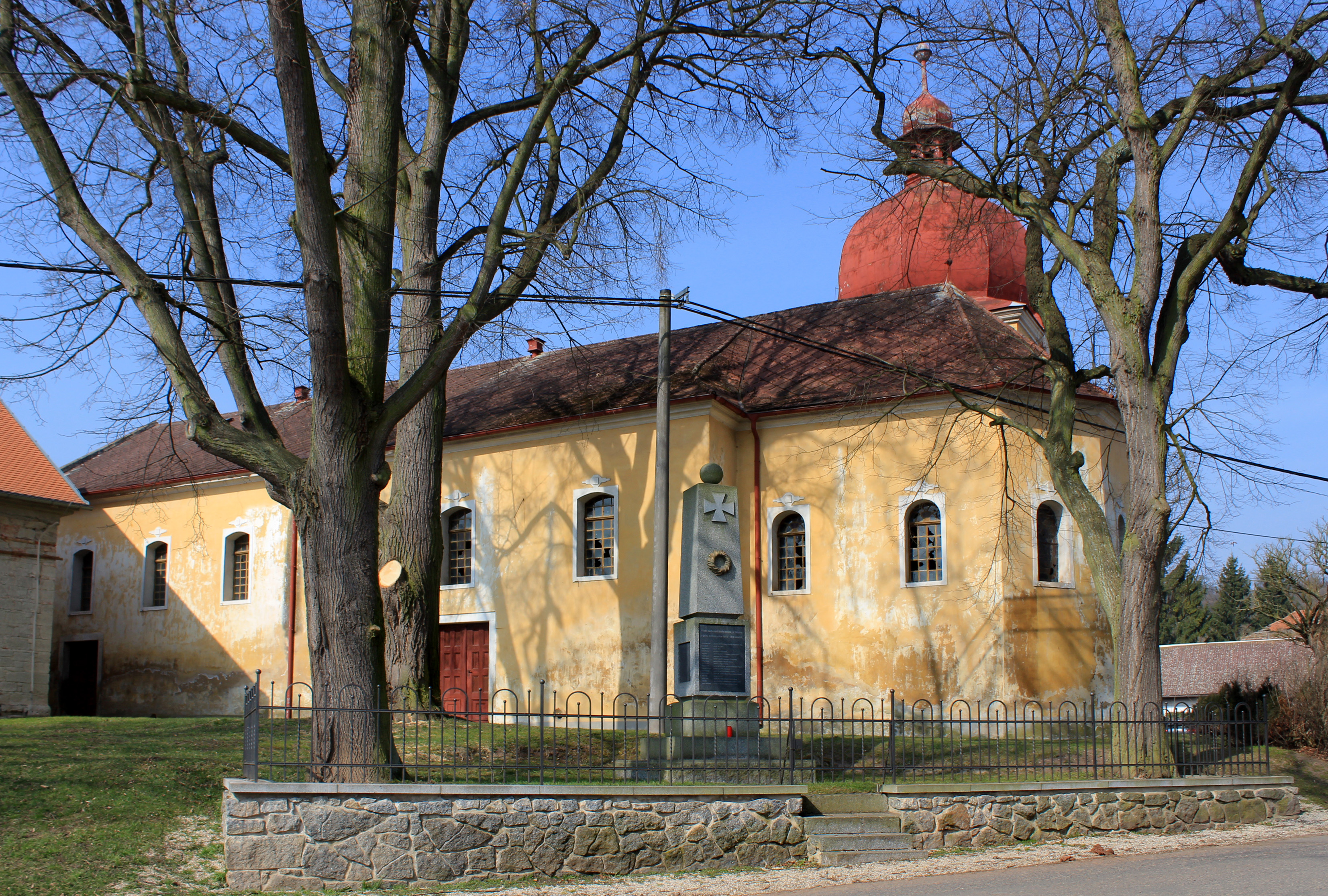
Sint-Johanneskerk

- Kerk van de Geboorte van Sint Johannes de Doper in het centrum
- De voormalige commanderij
- Kapel in Vlkov
- Kapel in Nová Ves
- WO1-herdenkingsmonument in Děkov en Vlkov
- Restanten van het voormalige Děkovkasteel

## Geboren in Děkov
- Rainer Kreissl, groot kunstverzamelaar die zijn collectie vlak voor zijn overlijden aan de staat schonk

## Galerij

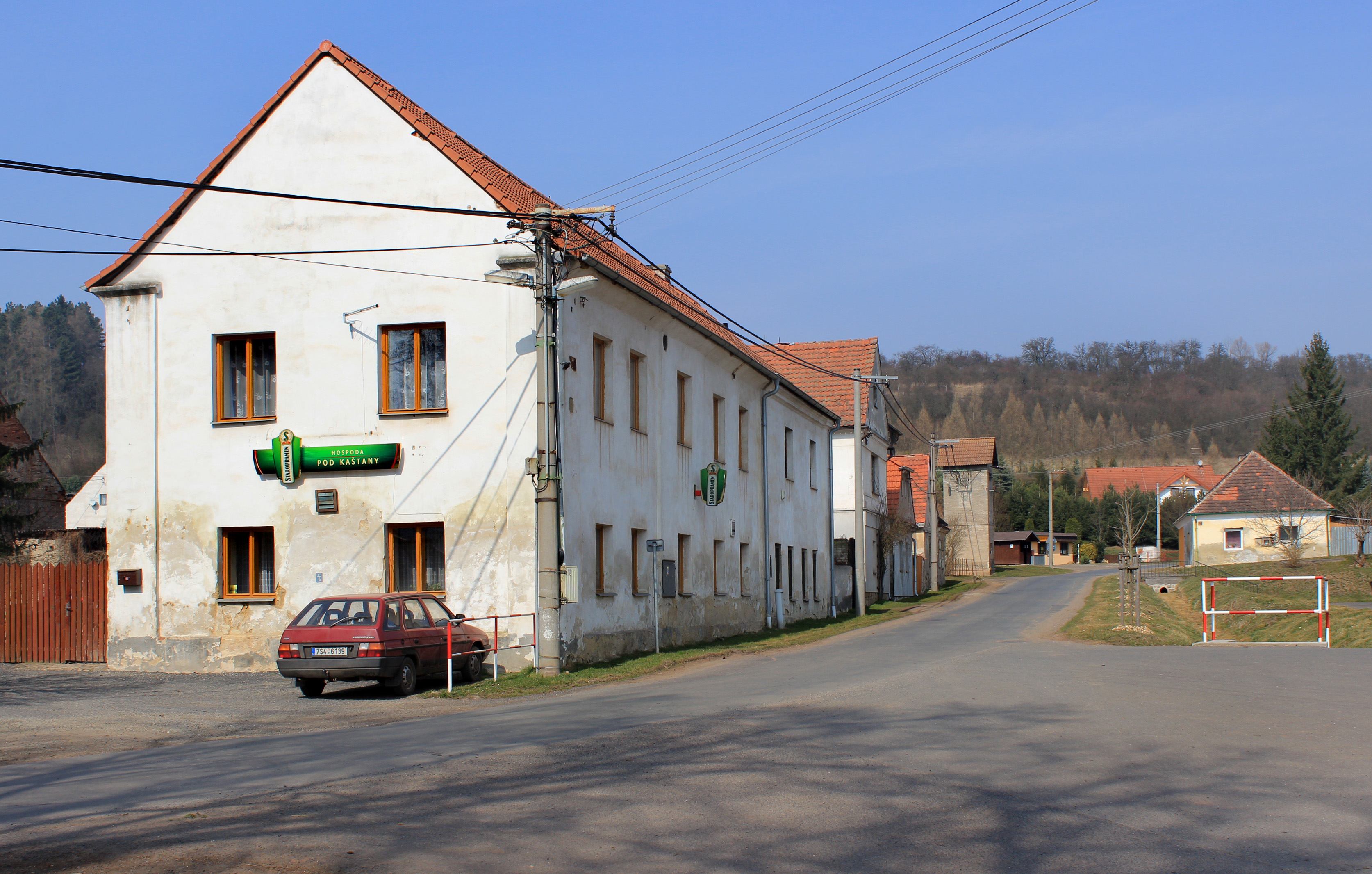
Restaurant in Děkov
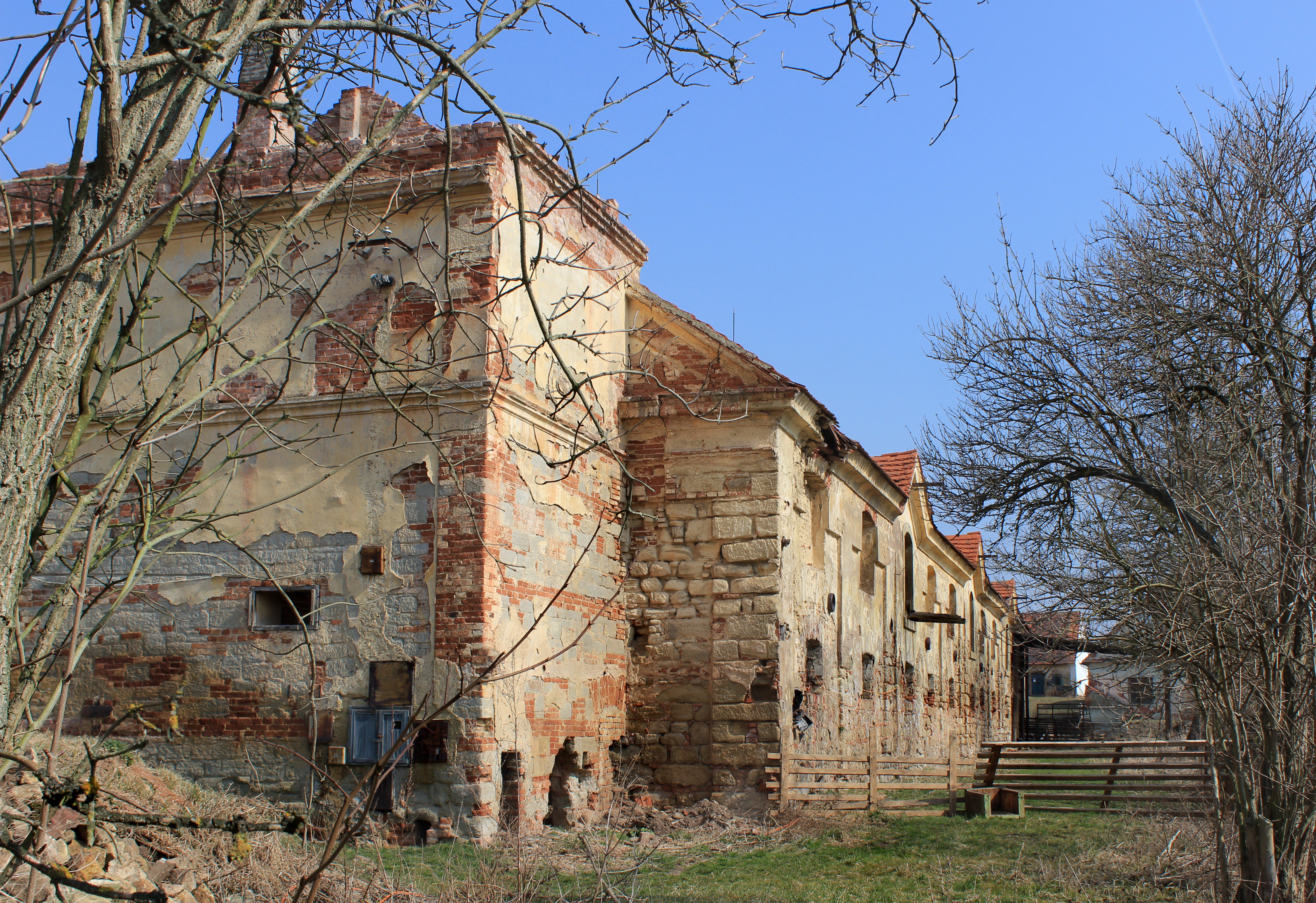
Ruïne in Děkov
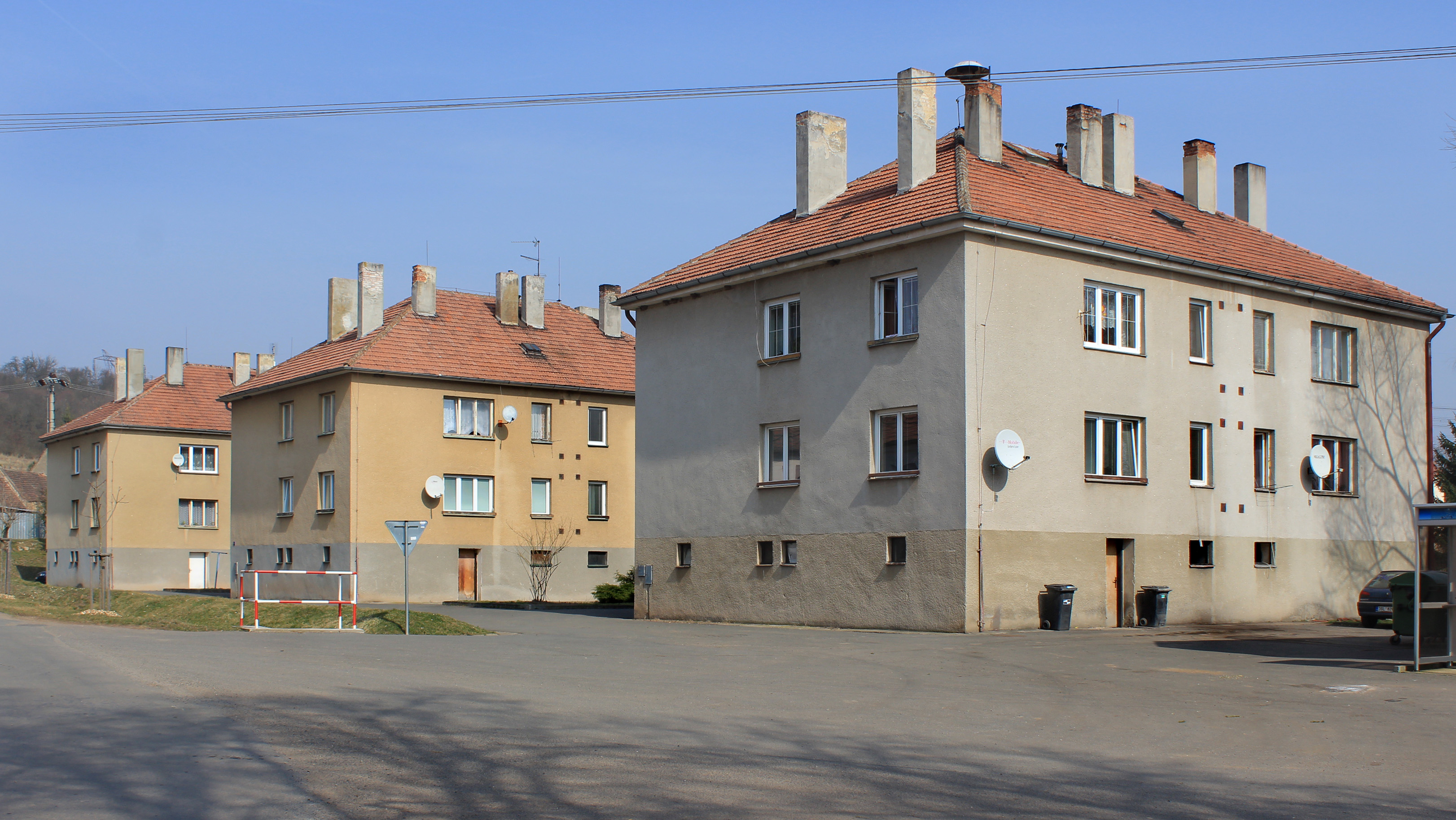
Flatgebouwen in Děkov
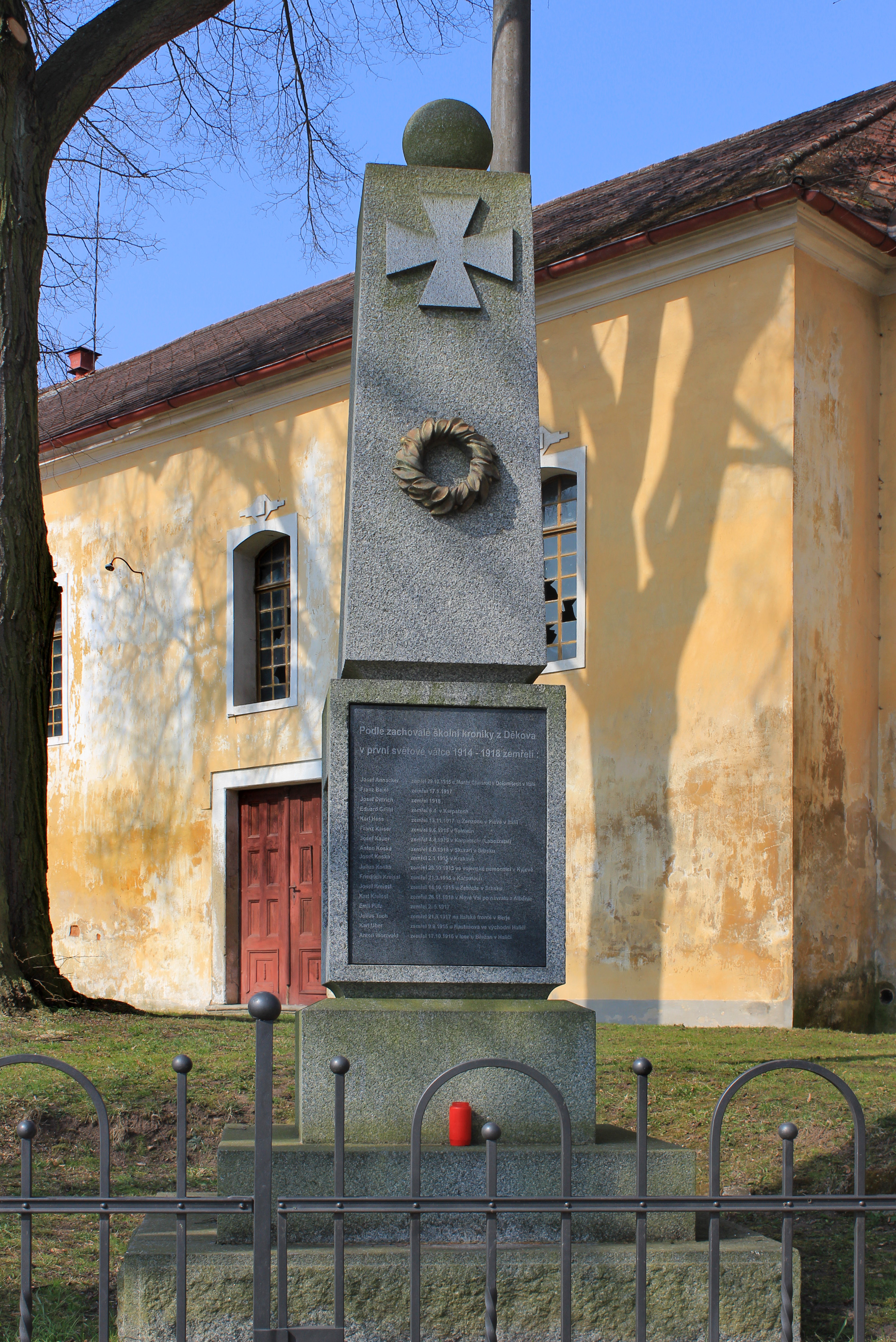
WO1-herdenkingsmonument in Děkov
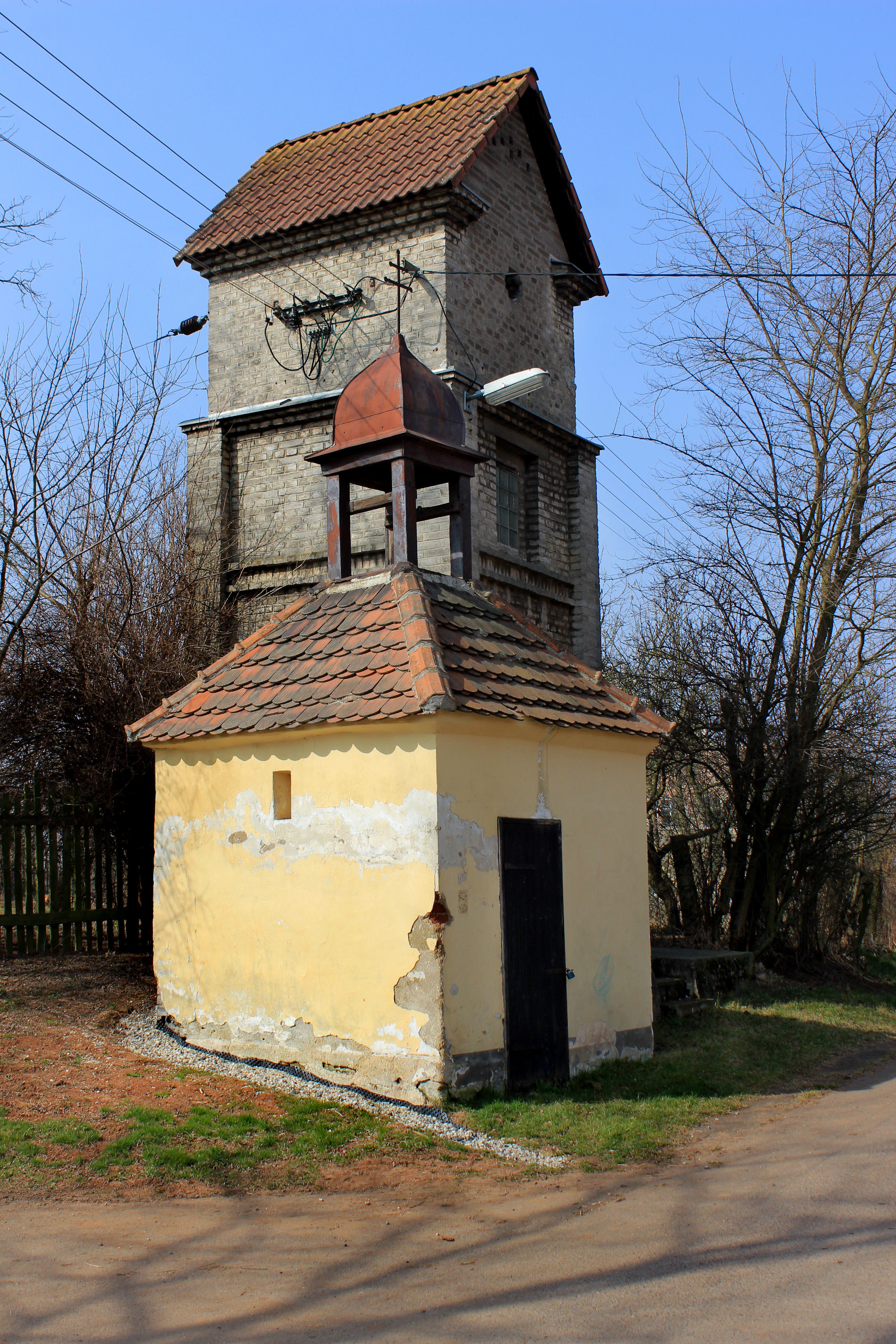
Kapel in Nová Ves
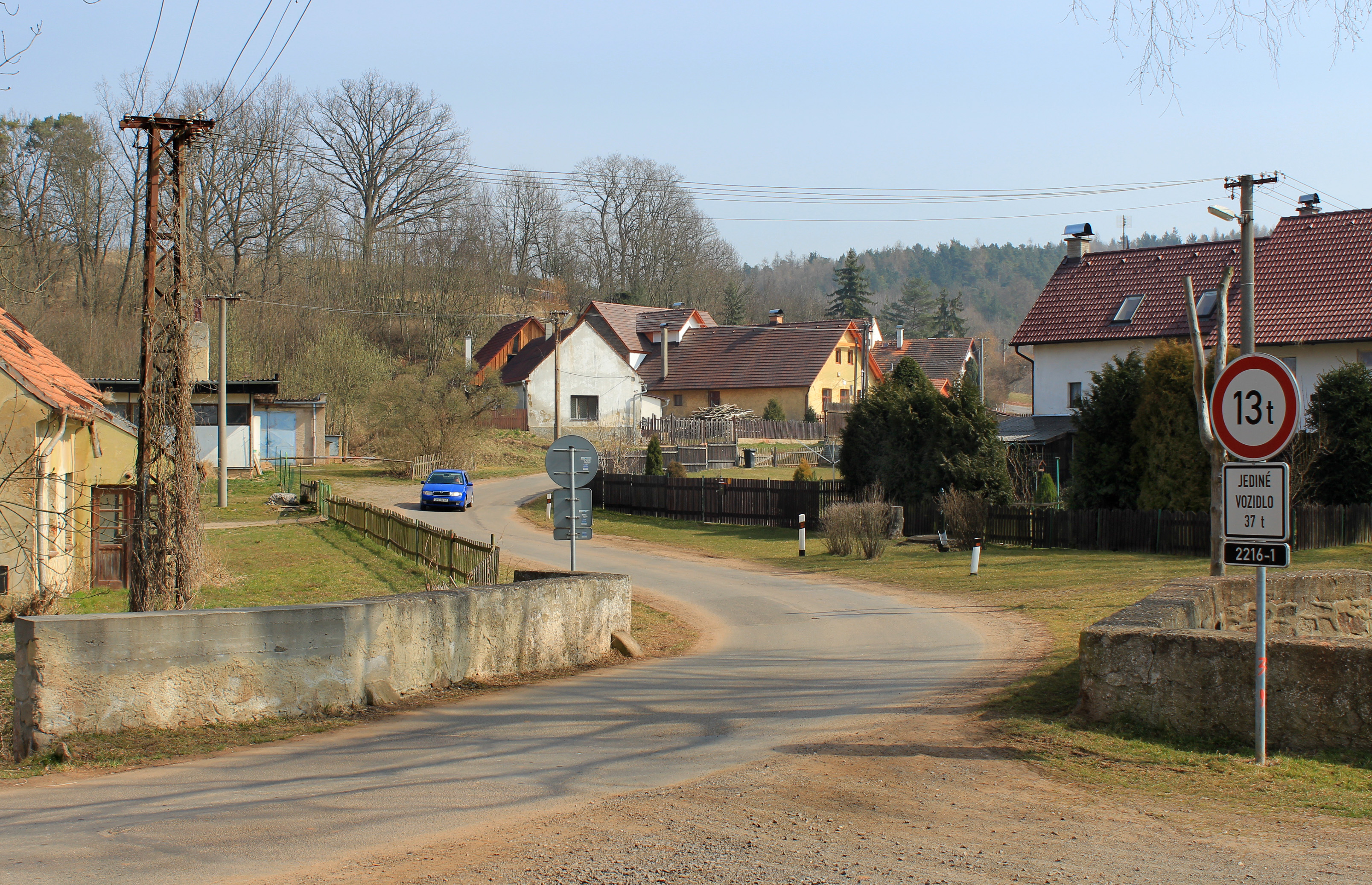
Straat in Vlkov